# بسک (ششتمد)
بسک، روستایی است از توابع بخش مرکزی شهرستان ششتمد استان خراسان رضوی ایران.

## جمعیت
این روستا در دهستان بیهق قرار داشته و بر اساس سرشماری سال ۱۳۸۵ جمعیت آن ۱۲۸ نفر (۴۵ خانوار)
بوده‌است.این روستا در فاصله ۶ کیلومتری از ششتمد و ۳۳ کیلومتری سبزوار قرار دارد.آب و هوای آن نسبتاً ملایم و معتدل و منطقه کوهپایه‌ای می‌باشد.تا قله کوه میش کمتر از ۵ کیلومتر فاصله داشته و مزار شاهزاده ابوالقاسم نیز تا این روستا فاصه زیادی ندارد.
درآمد مردم این روستا سابقاً از میوه پوست شده و خشک کرده آلو بخارا و فروش قالی دستباف بود اما به مرور زمان و با تغییر اقلیم و خشکسالی‌های متوالی محصول درخت آلو خشک شد و قالی کم رونق گردید.کم کم با کشت زعفران اقتصاد روستا رونق بهتری پیدا کرده و خرده دامداری، باغداری و دامداری اندک از دیگر کمک خرجهای مردم روستا می‌باشد .
زادگاه دکتر بسکی همین روستا می‌باشد.ایشان ازمدافعان سر سخت محیط زیست و رژیم غذایی طبیعی را ترجیح می‌دهد.هم اکنون بیش از ۵۰۰ خانوار مهاجر از روستا در شهرهای سبزوار، تهران و دیگر شهرها ساکنند.(نوشته و ویراست توسط حسن جراحی)